# Нідерландський інститут звуку та зображення
52°14′08″ пн. ш. 5°10′22″ сх. д. / 52.235544° пн. ш. 5.172896° сх. д.
Нідерландський інститут звуку та зображення (нід. Nederlands Instituut voor Beeld en Geluid або просто Beeld en Geluid) — культурний музей, розташований в Гілверсумі. Інститут звуку та зображення збирає, доглядає та надає доступ до понад 70% аудіовізуальної спадщини Нідерландів. Загалом колекція понад 750 000 годин (телебачення, радіо, музики та фільмів, яка почалася в 1898 році і продовжує зростати щодня, робить Sound and Vision одним із найбільших аудіовізуальних архівів у Європі. Він був заснований у 1997 році як Нідерландський аудіовізуальний архів (нід. Nederlands Audiovisueel Archief / NAA), і прийняв свою нинішню назву в 2002 році.